# Parafia Najświętszej Maryi Panny Matki Kościoła w Jawidzu
Parafia Najświętszej Maryi Panny Matki Kościoła w Jawidzu – parafia rzymskokatolicka, znajdująca się w archidiecezji lubelskiej, w dekanacie Lublin – Podmiejski.
Według stanu na miesiąc grudzień 2016 liczba wiernych w parafii wynosiła 2048 osób.

## Zasięg parafii
Do parafii należą wierni z następujących miejscowości: Jawidz, Rokitno